# Might and Magic V: Darkside of Xeen
Might and Magic V: Darkside of Xeen is het vijfde computerspel in de Might and Magic serie. Het spel is een sequel op Might and Magic IV: Clouds of Xeen.

## Verhaal
Nadat Lord XEEn is verslagen (in MMIV) onthult de slechterik Alamar dat hij de werkelijke kracht achter Lord XEEN’s wandaden is. De groep avonturiers die Lord XEEN versloegen moeten nu naar de donkere kant (Darkside) van de gondelwereld XEEN reizen. Daar moeten zij de lang vergeten Corak (uit MMI, MMII en MMIII) ontwaken om samen met hem niet alleen Alamar voorgoed verslaan, maar ook voorgoed een einde te maken aan de heerschappij en terreur van de slechte Sheltem.
Hoewel het spel kan worden voortgezet in “World of Xeen” bevat Darkside of Xeen het laatste gevecht tussen de mysterieuze Corak en zijn aartsvijand Sheltem.

## World of Xeen
Als MMV wordt geïnstalleerd op een hard drive waar ook MMIV opstaat, combineren de twee spellen tot het grotere World of Xeen. Dit gecombineerde spel bevat alles van MMIV en MMV + een paar nieuwe zoektochten die alleen in dit gecombineerde spel beschikbaar worden omdat de personages (in het Engels: characters) dan tussen de levels in Clouds of Xeen en Darkside of Xeen heen en weer kunnen reizen.

## Het spel
MM5 gebruikt een game engine gebaseerd op de game engine uit MMIII. Ook de manier van spelen is gelijk aan MMIII. Omdat dit spel is ontworpen om samen met MMIV te worden gespeeld, met personages die in Clouds of Xeen al een hoger level en enkele vaardigheden hebben verkregen, wordt dit MMV gezien als een grotere uitdaging voor beginnende personages.